# Anthony Franciosa
Anthony Franciosa, pseudonimo di Anthony George Papaleo Jr. (New York, 25 ottobre 1928 – Los Angeles, 19 gennaio 2006), è stato un attore statunitense conosciuto anche come Tony Franciosa.

## Biografia

### Origini

Anthony Franciosa con Claudia Cardinale nel film Senilità (1962) di Mauro Bolognini

Anthony George Papaleo nacque a New York nel 1928 da una famiglia di origini italiane (i suoi nonni emigrarono da Melfi, provincia di Potenza nel 1890). Avrebbe adottato a carriera ormai avviata il cognome Franciosa, che era quello da nubile della madre con la quale visse gran parte dell'infanzia e dell'adolescenza, dal momento che i genitori divorziarono poco dopo la sua nascita e il padre se ne andò senza che Anthony jr. lo potesse conoscere.

### Carriera teatrale

Anthony Franciosa nel 1982 in Tenebre, di Dario Argento

Iniziò a studiare recitazione a soli 18 anni grazie al conseguimento di una borsa di studio che gli permise di frequentare il prestigioso Actor's Studio di New York e di conoscere giovani attori di talento come Marlon Brando, Rod Steiger, James Dean e Paul Newman, quest'ultimo destinato a diventare suo grande amico. Una volta diplomato, la svolta verso il successo si concretizzò quasi casualmente: durante la visita alla YMCA per partecipare a una lezione di danza, incuriosito da una prova teatrale, decise di fare un'audizione a seguito della quale gli venne offerta una parte. Esordì così nel 1955 in End as a Man scritto da Calder Willingham e diretto da Jack Garfein al fianco di Ben Gazzara che avrebbe vinto per tale interpretazione un Theatre World Award e, apparso anche nella versione cinematografica, sarebbe stato associato - come del resto lo era già Franciosa - all'Actor's Studio.
Quindi, lo stesso anno, interpretò il ruolo che lo avrebbe consacrato definitivamente: il personaggio di Polo Pope, fratello di un tossicomane reduce della guerra di Corea nel dramma Un cappello pieno di pioggia che gli valse una candidatura al Tony Award e lo pose all'attenzione di Hollywood.

### Carriera cinematografica

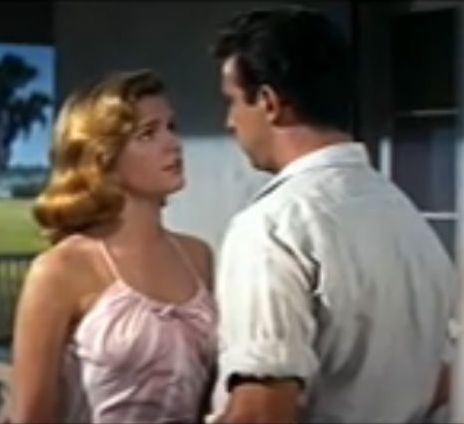
Anthony Franciosa (di spalle) insieme a Lee Remick in una scena del film La lunga estate calda

Il debutto cinematografico avvenne nella commedia Questa notte o mai (1957) di Robert Wise, con Paul Douglas e Jean Simmons. Lo stesso anno prese parte alla trasposizione cinematografica di Un cappello pieno di pioggia, diretta da Fred Zinnemann, che gli valse una candidatura all'Oscar al miglior attore protagonista nel 1958, la Coppa Volpi e il Premio speciale della giuria alla Mostra internazionale del Cinema di Venezia. Quindi venne scelto da Elia Kazan per il ruolo di Joey DePalma nel film Un volto nella folla (1957), interpretazione che lo avrebbe definitivamente consacrato star del grande schermo. Da ricordare in questo periodo le partecipazioni in film come Selvaggio è il vento (1958) di George Cukor, accanto ad Anna Magnani, La lunga estate calda (1959) di Martin Ritt e La maja desnuda (1959) di Henry Koster, basato sulla vita del pittore spagnolo Francisco Goya.

Anthony Franciosa nel 1981 con Mariangela Melato in Aiutami a sognare, di Pupi Avati

Negli anni '60 e '70 la popolarità di Franciosa iniziò a declinare, principalmente a causa delle sue difficoltà di ordine psicologico ad affrontare un'esistenza costantemente sotto i riflettori e, in buona parte, per via del suo carattere difficile. Iniziò a comparire in produzioni di minor successo, come il film romantico Va nuda per il mondo (1961), al fianco di Gina Lollobrigida, le commedie Rodaggio matrimoniale (1962) e Mentre Adamo dorme (1964), e prese a frequentare con maggior frequenza i set televisivi, recitando da protagonista nei decenni successivi in diverse serie quali Valentine's Day (1964), Reporter alla ribalta (1966-1968), Search (1972-1973), Matt Helm (1975-1976), e Detective per amore (1984-1985).
Rilevanti furono le esperienze maturate da Franciosa nel cinema italiano: si ricordino le sue partecipazioni a film quali Senilità (1962) di Mauro Bolognini, tratto dall'omonimo romanzo di Italo Svevo, l'horror Nella stretta morsa del ragno (1971) di Antonio Margheriti, La cicala (1980) di Alberto Lattuada, il romantico Aiutami a sognare (1981) di Pupi Avati, e Tenebre (1982) di Dario Argento. L'ultima apparizione sul grande schermo di Franciosa risale al 1995 nel film City Hall di Harold Becker, accanto ad Al Pacino.

### Decesso
Morì nel 2006, all'età di 77 anni, in conseguenza di un ictus, all'UCLA Medical Center di Los Angeles.

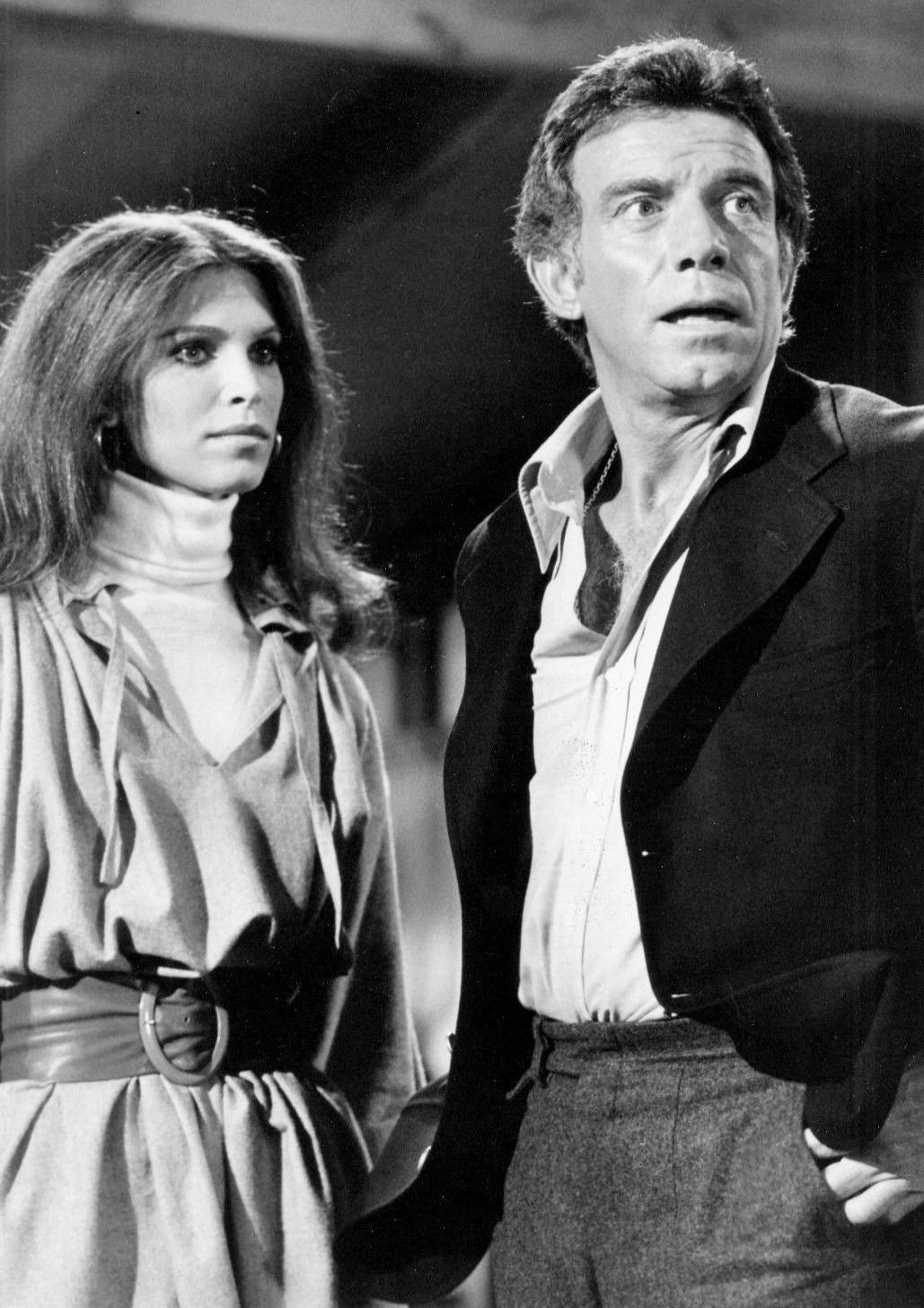
Tony Franciosa e Ann Turkel nel 1975 nella serie tv Matt Helm

## Vita privata
Anthony Franciosa fu sposato 4 volte, la prima dal 1952 al 1957 con la scrittrice Beatrice Bakalyar. Dopo il divorzio, nello stesso anno si risposò con l'attrice Shelley Winters, dalla quale divorziò nel 1960. Dal terzo matrimonio (1961-1970) con la scrittrice Judy Balaban (autrice di The Bridesmaids, biografia di Grace Kelly), Tony Franciosa ebbe una figlia, Nina, nata nel 1963. Dall'ultimo matrimonio con l'indossatrice tedesca Rita Thiel, sposata nel 1970, Franciosa ebbe due figli maschi, Marco e Christopher, quest'ultimo diventato anche lui attore.

## Filmografia

### Cinema
- Questa notte o mai (This Could Be the Night), regia di Robert Wise (1957)
- Un cappello pieno di pioggia (A Hatful of Rain), regia di Fred Zinnemann (1957)
- Un volto nella folla (A Face in the Crowd), regia di Elia Kazan (1957)
- Selvaggio è il vento (Wild Is the Wind), regia di George Cukor (1958)
- La lunga estate calda (The Long, Hot Summer), regia di Martin Ritt (1958)
- Il prezzo del successo (Career), regia di Joseph Anthony (1959)
- La maja desnuda (The Naked Maja), regia di Henry Koster (1959)
- Inchiesta in prima pagina (The Story on Page One), regia di Clifford Odets (1959)
- Va nuda per il mondo (Go Naked in the World), regia di Ranald MacDougall (1961)
- Rodaggio matrimoniale (Period of Adjustment), regia di George Roy Hill (1962)
- Senilità, regia di Mauro Bolognini (1962)
- Mentre Adamo dorme (The Pleasure Seekers), regia di Jean Negulesco (1964)
- Rio Conchos, regia di Gordon Douglas (1964)
- M5 codice diamanti (A Man Could Get Killed), regia di Ronald Neame e Cliff Owen (1966)
- La ragazza yé-yé (The Swinger), regia di George Sidney (1966)
- U-112 assalto al Queen Mary (Assault on a Queen), regia di Jack Donohue (1966)
- Fathom: bella, intrepida e spia (Fathom), regia di Leslie H. Martinson (1967)
- Quando l'alba si tinge di rosso (A Man Called Gannon), regia di James Goldstone (1968)
- Spie oltre il fronte (In Enemy Country), regia di Harry Keller (1968)
- L'onda lunga (The Sweet Ride), regia di Harvey Hart (1968)
- Nella stretta morsa del ragno, regia di Antonio Margheriti (1971)
- Rubare alla mafia è un suicidio (Across 110th Street), regia di Barry Shear (1972)
- La maledizione della vedova nera (Curse of the Black Widow), regia di Dan Curtis (1977)
- Detective Harper: acqua alla gola (The Drowning Pool), regia di Stuart Rosenberg (1976)
- Bocca da fuoco (Firepower), regia di Michael Winner (1979)
- Il mondo di una cover girl (The World Is Full of Married Men), regia di Robert Young (1979)
- La cicala, regia di Alberto Lattuada (1980)
- Aiutami a sognare, regia di Pupi Avati (1981)
- Il giustiziere della notte n. 2 (Death Wish II), regia di Michael Winner (1982)
- Tenebre, regia di Dario Argento (1982)
- Julie Darling, regia di Paul Nicholas e Maurice Smith (1983)
- La morte è di moda, regia di Bruno Gaburro (1989)
- Ghost Writer, regia di Kenneth J. Hall (1989)
- La ragazza dello slum (Backstreet Dreams), regia di Rupert Hitzig e Jason O'Malley (1990)
- Duplice inganno (Double Threat), regia di David A. Prior (1993)
- El caçador furtiu, regia di Carlos Benpar (1995)
- City Hall, regia di Harold Becker (1996)

### Televisione
- Studio One – serie TV, episodio 7x19 (1955)
- Kraft Television Theatre – serie TV, episodio 8x28 (1955)
- Ford Star Jubilee – serie TV, episodio 1x9 (1956)
- Goodyear Television Playhouse – serie TV, episodi 3x22, 5x15 (1954-1956)
- The DuPont Show of the Month – serie TV, episodio 4x03 (1960)
- The Dick Powell Show – serie TV, episodio 2x25 (1963)
- The DuPont Show of the Week – serie TV, episodio 2x14 (1963)
- La città in controluce (Naked City) – serie TV, episodio 4x32 (1963)
- Sotto accusa (Arrest and Trial) – serie TV, episodio 1x01 (1963)
- Breaking Point – serie TV, episodio 1x02 (1963)
- The Greatest Show on Earth – serie TV, episodio 1x09 (1963)
- Polvere di stelle (Bob Hope Presents the Chrysler Theatre) – serie TV, episodio 1x23 (1964)
- Valentine's Day – serie TV, 34 episodi (1964-1965)
- Reporter alla ribalta (The Name of the Game) – serie TV, 17 episodi (1968-1970)
- Il virginiano (The Virginian) – serie TV, episodi 8x17-8x24-9x11 (1970)
- Search – serie TV, 23 episodi (1972-1973)
- Matt Helm – serie TV, 14 episodi (1975-1976)
- Il brivido dell'imprevisto (Tales of the Unexpected) – serie TV, episodio 4x05 (1981)
- Masquerade – serie TV, episodio 1x08 (1984)
- Detective per amore (Finder of Lost Loves) – serie TV, 23 episodi (1984-1985)
- Hotel – serie TV, 1 episodio (1986)
- Love Boat (The Love Boat) – serie TV, episodi 10x2-10x3 (1986)
- Due come noi (Jake and the Fatman) – serie TV, episodio 1x21 (1988)
- Alfred Hitchcock presenta (Alfred Hitchcock Presents) – serie TV, episodio 3x19 (1988)
- Ai confini della realtà (The Twilight Zone) – serie TV, episodio 3x29 (1989)
- Dellaventura – serie TV, episodio 1x01 (1997)

## Riconoscimenti
- Premio Oscar
  - 1958 – Candidatura al miglior attore protagonista per Un cappello pieno di pioggia

- Mostra internazionale d'arte cinematografica
  - 1958 – Coppa Volpi per la miglior interpretazione maschile per Un cappello pieno di pioggia

## Doppiatori italiani
- Pino Locchi in Selvaggio è il vento, Il prezzo del successo, La maja desnuda, Mentre Adamo dorme, Rio Conchos, Fathom: bella, intrepida e spia
- Nando Gazzolo in Un cappello pieno di pioggia, Un volto nella folla, La lunga estate calda, Inchiesta in prima pagina
- Giuseppe Rinaldi in Questa notte o mai, Va nuda per il mondo, Nella stretta morsa del ragno
- Luciano Melani in Rubare alla mafia è un suicidio, Matt Helm
- Oreste Rizzini in Aiutami a sognare, Il giustiziere della notte n. 2
- Rino Bolognesi in Quando l'alba si tinge di rosso,  Detective per amore
- Romolo Valli in Senilità
- Sergio Rossi in Detective Harper: acqua alla gola
- Luciano De Ambrosis in Bocca da fuoco
- Gianni Marzocchi in La cicala
- Emilio Cappuccio in Tenebre